# Satellites (Dotan)
Satellites è il terzo album in studio del cantautore neerlandese Dotan pubblicato il 28 maggio 2021.

## Il disco
L'uscita di Satellites è stata annunciata insieme alla relativa tracklist sulle varie piattaforme social di Dotan il 26 aprile 2021. L'album racchiude l'intero EP Numb e i singoli There Will Be a Way, Mercy e Satellites. Dopo l'uscita dell'album, With You è stata scelta come singolo estratto.

## Tracce
1. No Words – 3:50
2. Mercy – 3:07
3. Satellites – 4:15
4. Numb – 3:38
5. Mexico – 3:03
6. Bleeding – 3:05
7. Letting Go – 3:35
8. Used To Know – 3:18
9. There Will Be a Way – 3:16
10. I Will Follow – 3:09
11. With You – 3:44